# Sebastian Wolf (Politiker)

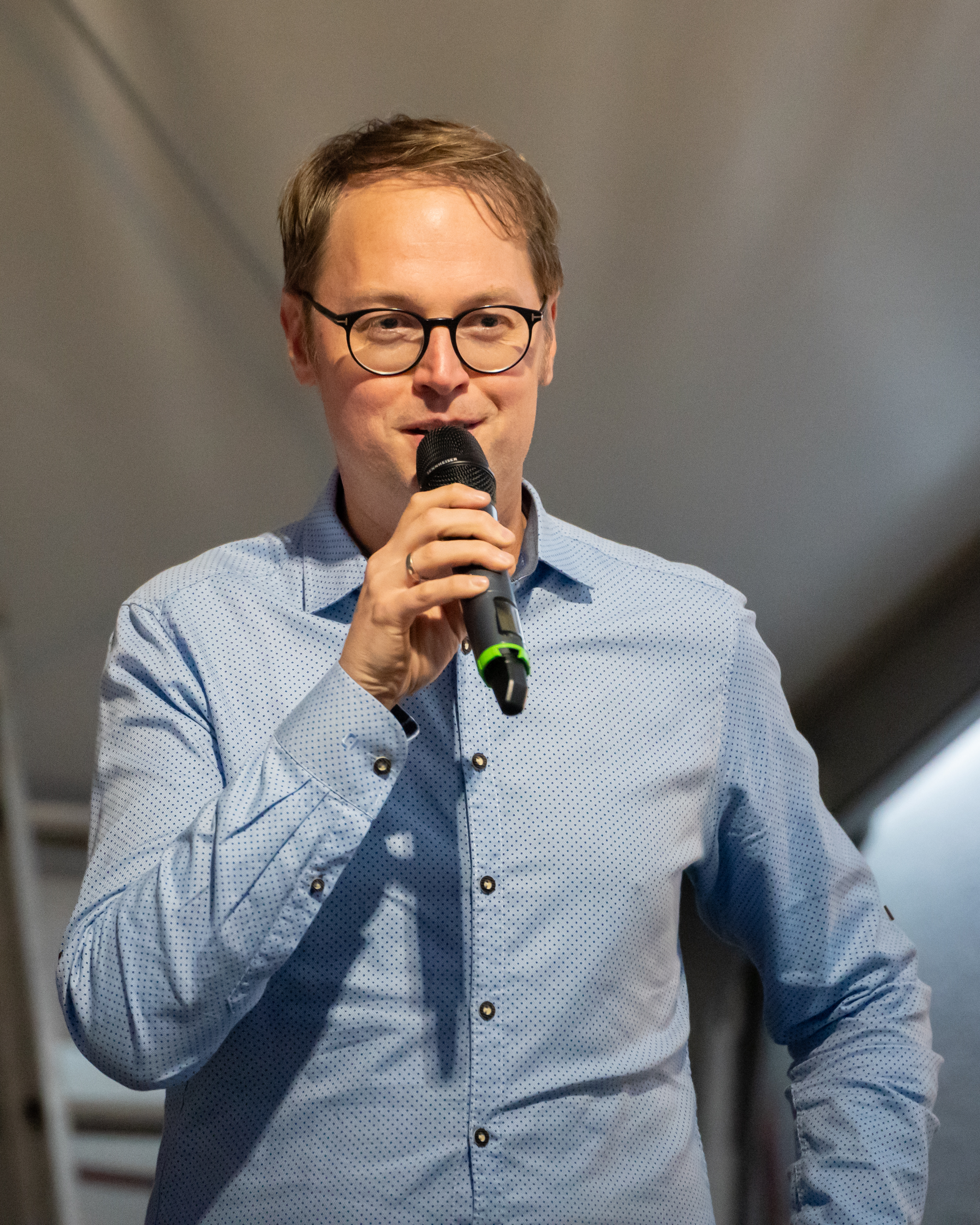
Sebastian Wolf 2025

Sebastian Wolf (* 30. Mai 1981 in Waiblingen) ist ein deutscher Politiker (CDU). Er ist seit 2022 Oberbürgermeister von Waiblingen.

## Leben
Wolf wuchs in Waiblingen auf und machte am dortigen Staufer-Gymnasium 2001 sein Abitur. Anschließend absolvierte er ein dem Studium vorangestelltes fachpraktisches Einführungsjahr bei der Gemeinde Leutenbach. Von 2002 bis 2005 studierte er an der Hochschule für öffentliche Verwaltung und Finanzen Ludwigsburg und schloss dieses Studium als Diplom-Verwaltungswirt (FH) ab. Währenddessen absolvierte er studienbegleitende Praktika bei der Senatsverwaltung für Wirtschaft in Berlin, beim Landratsamt Rems-Murr, beim Landratsamt Esslingen und bei der Stadt Waiblingen. Von 2005 bis 2011 war er bei der Gemeinde Leutenbach tätig, zunächst als stellvertretender Hauptamtsleiter, ab 2008 als Hauptamtsleiter. Von 2011 bis 2022 war er Erster Bürgermeister (Beigeordneter) und ständiger Vertreter des Oberbürgermeisters von Ehingen.
Wolf ist evangelisch, verheiratet und hat zwei Kinder.

## Politik
Bis zu seiner Wahl zum Oberbürgermeister von Waiblingen war Wolf Mitglied des Kreistags des Alb-Donau-Kreises und Mitglied im Sozialausschuss des Städtetags Baden-Württemberg.
Am 6. Februar 2022 wurde Wolf im ersten Wahlgang mit 96,4 Prozent der Stimmen (ohne Gegenkandidaten) zum Oberbürgermeister von Waiblingen gewählt. Er folgte Andreas Hesky nach und trat sein Amt am 1. Mai 2022 an.